# Josef Reidlinger
Josef Reidlinger (22. prosince 1851 Ernstbrunn – 12. března 1907 Vídeň) byl rakouský politik německé národnosti z Dolních Rakous, na počátku 20. století poslanec Říšské rady.

## Biografie
Od roku 1888 zastával úřad starosty obce Ernstbrunn. Byl rovněž členem okresního silničního výboru. Zasadil se o výstavbu železniční tratě Korneuburg–Ernstbrunn. Rodné město mu udělilo čestné občanství. Angažoval se v Křesťansko sociální straně a patřil mezi významné postavy dolnorakouského agrárního hnutí. V roce 1894 sepsal zprávu pro zemský výbor, ve které vyklíčil těžké hospodářské podmínky venkovského lidu a podle něj nespravedlivou pozemkovou daň. O rok později vydal na toto téma spis. Podílel se na kampani křesťanských sociálů pro zemské volby roku 1902. Byl mu udělen Zlatý záslužný kříž.
Působil i jako poslanec Říšské rady (celostátního parlamentu Předlitavska), kam usedl v doplňovacích volbách roku 1906 za kurii venkovských obcí v Dolních Rakousích, obvod Mistelbach, Groß-Enzersdorf. Nastoupil 15. května 1906 místo Johanna Schreibera. Ve volebním období 1901–1907 se uvádí jako Josef Reidlinger, starosta a majitel cihelny.
Zemřel v březnu 1907, ve vídeňském Löwově sanatoriu. Bylo mu 56 let.